# Associazione Calcio Milan 2016-2017
Questa voce raccoglie le informazioni riguardanti l'Associazione Calcio Milan nelle competizioni ufficiali della stagione 2016-2017.

## Stagione

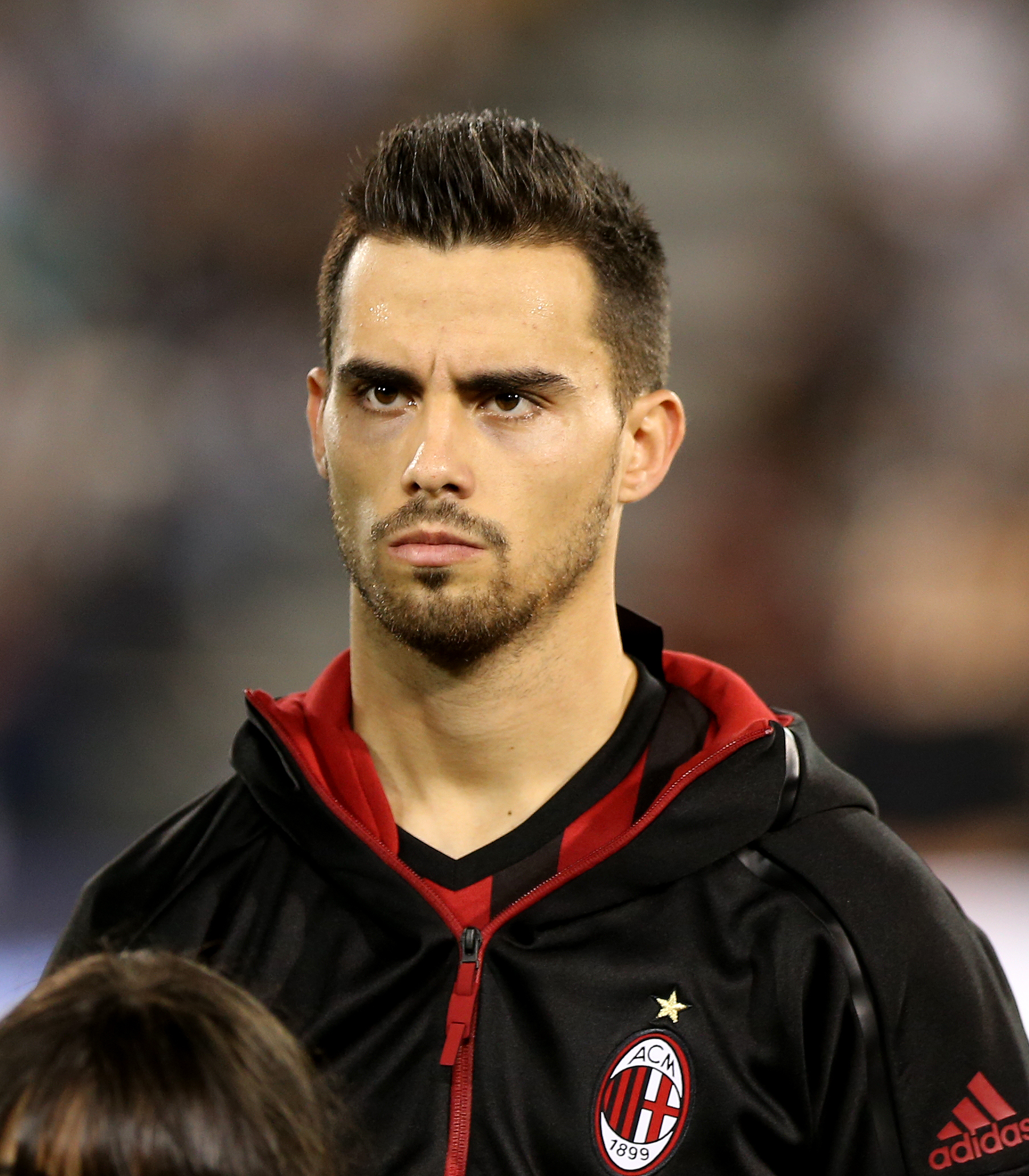
L'ala offensiva Suso è tra i protagonisti del nuovo Milan disegnato da Montella.

Il 28 giugno 2016 il Milan annuncia l'ingaggio di Vincenzo Montella come nuovo allenatore rossonero, con decorrenza a partire dal 1º luglio seguente; è il primo mister campano della storia del club e firma un contratto biennale, con scadenza al 30 giugno 2018.

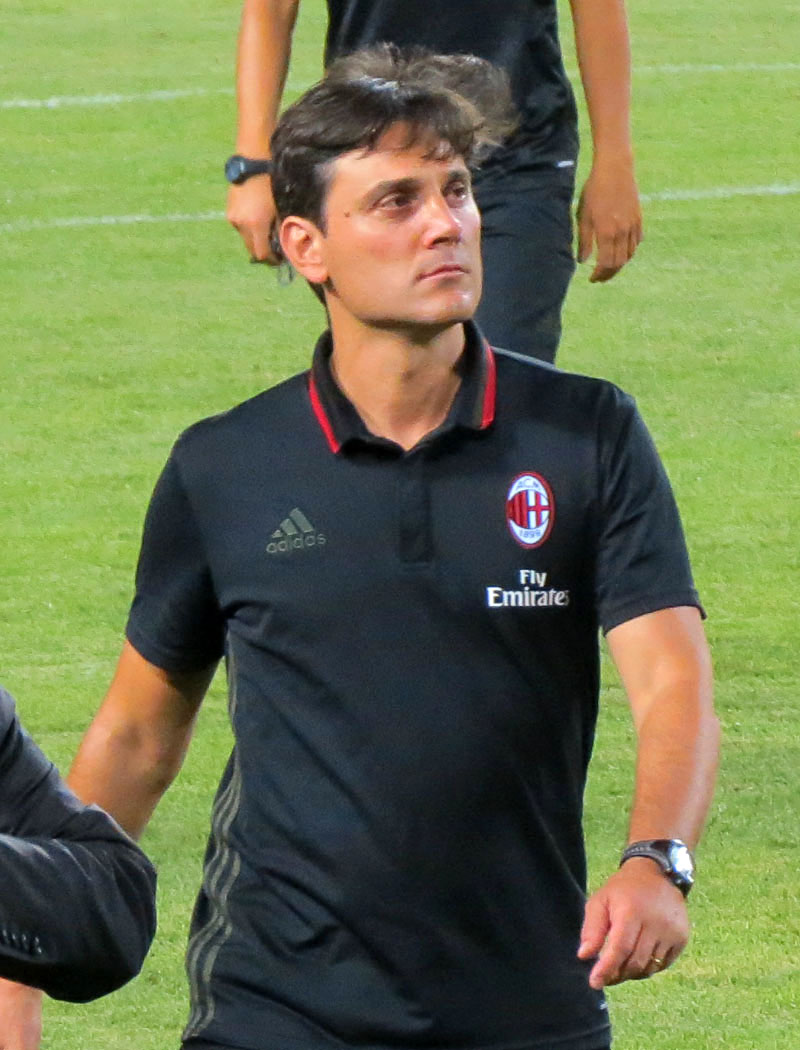
Vincenzo Montella, scelto per la panchina rossonera.

Il 5 agosto il presidente onorario Silvio Berlusconi approva il contratto preliminare firmato da Fininvest e da David Han Li, rappresentante di una cordata di investitori cinesi capeggiata da Li Yonghong, relativo alla compravendita dell'intera partecipazione, pari al 99,93%, detenuta dalla stessa Fininvest nel Milan, per 740 milioni di euro (valutazione che tiene conto di una situazione debitoria stimata in 220 milioni). La società veicolo costituita dalla cordata cinese, la Sino-Europe Sports Investment, versa una caparra di 100 milioni (di cui 15 alla firma e 85 entro 35 giorni).
I rossoneri fanno il loro esordio in campionato il 21 agosto a San Siro battendo 3-2 il Torino con una tripletta di Carlos Bacca e un rigore parato nel finale da Gianluigi Donnarumma.
Dopo due sconfitte contro Napoli e Udinese, il Milan colleziona 10 vittorie e 3 pareggi in 15 partite tra settembre e gennaio, tra cui il 4-3 sul Sassuolo maturato in rimonta dopo essere stato in svantaggio di due goal e l'1-0 sulla Juventus a San Siro con gol di Locatelli mantenendosi nella parte alta della classifica e chiudendo il girone d'andata a 39 punti, miglior andamento dalla stagione 2011-12, con una partita in meno, rinviata in febbraio per la concomitanza con la finale della Supercoppa italiana.

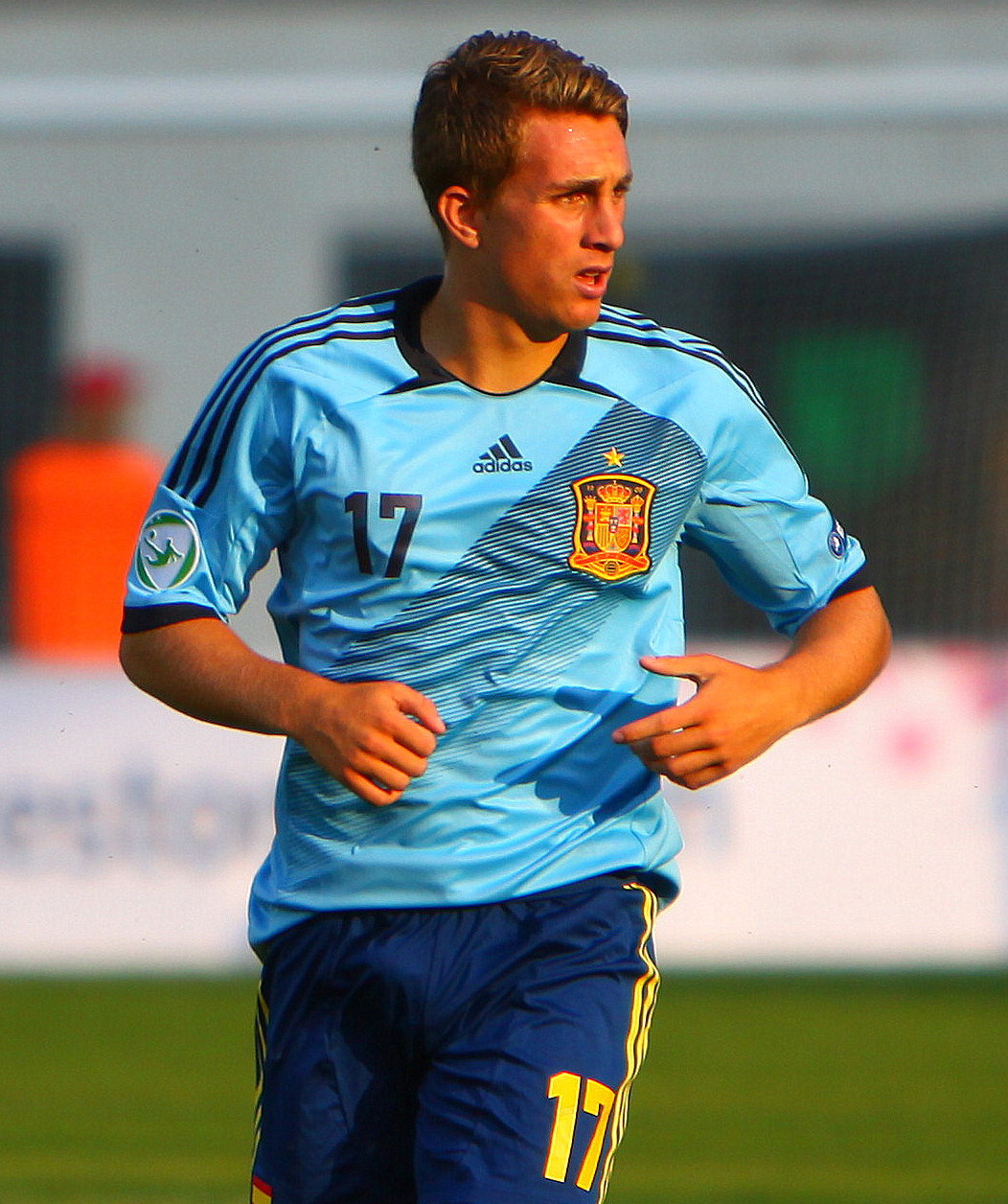
L'attaccante Gerard Deulofeu, arrivato nel mercato invernale per sostituire il partente Niang, contribuisce con 4 reti al ritorno del Milan in Europa.

Il 23 dicembre a Doha, il Milan vince la Supercoppa italiana 2016, battendo la Juventus ai calci di rigore per 4-3 dopo l'1-1 nei 120'. Per il Milan si tratta della 7ª affermazione nella competizione (eguagliata la Juventus al primo posto) e del 29º trofeo ufficiale vinto nell'era Berlusconi.
All'inizio del nuovo anno i rossoneri, dopo aver battuto ed eliminato il Torino negli ottavi di finale di Coppa Italia, incappano in un periodo di crisi in cui raccolgono un solo punto in quattro partite e contestualmente vengono eliminati ai quarti di finale di Coppa Italia per mano della Juventus. L'8 febbraio, nella gara di recupero contro il Bologna, il Milan torna alla vittoria battendo i felsinei allo stadio Dall'Ara per 1-0 con gol di Pašalić, che firma l'impresa allo scadere in 9 uomini contro 11; è l'unica volta che una squadra abbia segnato e vinto con l'inferiorità di due giocatori determinatasi quando il punteggio era ancora sullo 0-0.
Dopo alcuni rinvii e il versamento di altre due caparre (da 100 e 50 milioni di euro cash più un'obbligazione da 50 milioni), il 13 aprile 2017 Fininvest formalizza la cessione dell'intera partecipazione detenuta nel Milan, pari al 99,93%, alla Rossoneri Sport Investment Lux, società facente riferimento all'imprenditore cinese Li Yonghong che diventa il nuovo proprietario e, il giorno successivo, presidente della società rossonera. Si chiude così ufficialmente l'era Berlusconi dopo 29 trofei in 31 anni.
Tra febbraio e aprile i rossoneri tornano in piena zona Europa grazie a una serie di risultati positivi: quattro vittorie casalinghe consecutive contro Fiorentina, Chievo, Genoa e Palermo, il primo successo a Reggio Emilia contro il Sassuolo per 1-0, il pareggio all'Olimpico contro la Lazio e il 2-2 nel derby in casa dell'Inter, acciuffato in rimonta grazie al gol di Romagnoli nel finale e di Zapata al 97', nella prima stracittadina con entrambe le squadre di proprietà cinese.
Il 21 maggio, battendo per 3-0 il Bologna, il Milan torna in Europa dopo tre anni di assenza qualificandosi ai preliminari di Europa League 2017-2018 con una giornata di anticipo.
I rossoneri chiudono il campionato al 6º posto a quota 63 punti (6 in più rispetto all'anno precedente, miglior andamento degli ultimi 4 anni), con 18 vittorie, 9 pareggi e 11 sconfitte, 57 gol fatti e 45 subiti. Donnarumma è il recordman di presenze avendo disputato tutte le partite della stagione in tutte le competizioni (41) mentre Bacca è il miglior marcatore stagionale con 14 reti segnate (13 in campionato). In questa stagione il Milan è stata anche la squadra con l'età media più bassa di tutta la Serie A con 25,2 anni.
Il 30 maggio il tecnico Montella rinnova il proprio contratto con il club rossonero fino al 2019.

## Divise e sponsor
Lo sponsor tecnico per la stagione 2016-2017 è Adidas, mentre lo sponsor ufficiale è Fly Emirates.
In occasione dell'incontro di campionato del 4 dicembre 2016 contro il Crotone, la squadra rossonera indossa la tradizionale uniforme casalinga con sulla manica lo stemma della Chapecoense e in basso sotto il numero di maglia la scritta "Força Chape", in memoria delle vittime della tragedia che ha colpito la squadra di calcio brasiliana.
Eccezionalmente, nella 37ª e penultima gara del campionato di Serie A, giocata al Meazza contro il Bologna, il Milan scende in campo con la divisa casalinga della stagione 2017-2018; lo stesso avviene per l'uniforme riservata ai portieri.
| Casa | Casa (37ª Serie A) | Trasferta | Terza divisa |

| 1ª div. portiere | 1ª div. portiere (37ª Serie A) | 2ª div. portiere | 3ª div. portiere |

## Organigramma societario
Area direttiva
Consiglio di amministrazione
- Presidente: Li Yonghong (dal 14 aprile 2017)
- Presidente onorario: Silvio Berlusconi (fino al 13 aprile 2017)
- Consiglieri: David Han Li, Lu Bo, Xu Renshuo, Roberto Cappelli, Marco Patuano, Paolo Scaroni (dal 14 aprile 2017)
- Amministratore delegato: Barbara Berlusconi, Adriano Galliani (fino al 13 aprile 2017); Marco Fassone (dal 14 aprile 2017)

Collegio sindacale
- Presidente: Francesco Vittadinio
- Sindaci effettivi: Achille Frattini, Francesco Antonio Giampaolo
- Sindaci supplenti: Claudio Diamante, Giancarlo Povoleri

Organismo di vigilanza e controllo
- Presidenti: Giovanni Puerari, Katia Aondio, Giacomo Cardani

Società di revisione
- Reconta Ernst&Young;

Area organizzativa
Area direzione sportiva
- Direttore sportivo: Rocco Maiorino (fino al 14 aprile 2017); Massimiliano Mirabelli (dal 19 aprile 2017)
- Direttore esecutivo e organizzazione sportiva: Umberto Gandini (fino al 7 settembre 2016)[33]
- Responsabile Area Tecnica: Massimiliano Mirabelli (dal 19 aprile 2017)
- Team manager: Vittorio Mentana
- Responsabile Milan Lab – area sportiva: Daniele Tognaccini
- Responsabile comunicazione sportiva: Giuseppe Sapienza (fino al 20 aprile 2017), Fabio Guadagnini (dal 20 aprile 2017)
- Responsabile tecnico attività di base e scouting: Mauro Bianchessi

Area direzione generale
- Direttore comunicazione istituzionale: Massimo Zennaro
- Direttore generale operations & progetti speciali: Elisabetta Ubertini
- Responsabile Milan Lab commerciale: Luca Gatti
- Responsabile risorse umane e organizzazione: Agata Maria Frigerio
- Chief Financial Officer: Angela Zucca
- Direttore sponsorizzazioni e B2B: Jaap Kalma
- Responsabile sponsorizzazioni e vendite: Mauro Tavola
- Brand ambassador: Franco Baresi
- Responsabile Milan Media House: Stefano Storti
- Responsabile marketing e vendite B2C: Michele Lorusso
- Direttore development e operatività infrastrutture e area legale: Filippo Ferri
- Responsabile acquisti, logistica e facility: Massimiliano Moncalieri
- Responsabile gestione e sviluppo stadio: Marco Lomazzi

Area tecnica
Dal sito internet ufficiale della società.
- Allenatore: Vincenzo Montella
- Vice allenatore: Daniele Russo
- Allenatore dei portieri: Alfredo Magni
- Collaboratori tecnici: Nicola Caccia, Giuseppe Irrera
- Preparatore atletico: Emanuele Marra
- Video analisti: Riccardo Manno, Simone Montanaro
- Responsabile sanitario: Stefano Mazzoni
- Medico sociale: Marco Freschi

## Rosa
Dal sito internet ufficiale della società.
| N. |                      | Ruolo | Calciatore          |
| -- | -------------------- | ----- | ------------------- |
| 1  | Spagna (bandiera)    | P     | Diego López         |
| 1  | Brasile (bandiera)   | P     | Gabriel             |
| 2  | Italia (bandiera)    | D     | Mattia De Sciglio   |
| 4  | Italia (bandiera)    | C     | José Mauri          |
| 4  | Brasile (bandiera)   | D     | Rodrigo Ely         |
| 5  | Italia (bandiera)    | C     | Giacomo Bonaventura |
| 7  | Brasile (bandiera)   | A     | Luiz Adriano        |
| 7  | Spagna (bandiera)    | A     | Gerard Deulofeu     |
| 8  | Spagna (bandiera)    | C     | Suso                |
| 9  | Italia (bandiera)    | A     | Gianluca Lapadula   |
| 10 | Giappone (bandiera)  | C     | Keisuke Honda       |
| 11 | Francia (bandiera)   | A     | M'Baye Niang        |
| 11 | Argentina (bandiera) | C     | Lucas Ocampos       |
| 13 | Italia (bandiera)    | D     | Alessio Romagnoli   |
| 14 | Cile (bandiera)      | C     | Matías Fernández    |
| 15 | Paraguay (bandiera)  | D     | Gustavo Gómez       |
| 16 | Italia (bandiera)    | C     | Andrea Poli         |
| 17 | Colombia (bandiera)  | D     | Cristián Zapata     |

| N. |                       | Ruolo | Calciatore                    |
| -- | --------------------- | ----- | ----------------------------- |
| 18 | Italia (bandiera)     | C     | Riccardo Montolivo (capitano) |
| 20 | Italia (bandiera)     | D     | Ignazio Abate (vice capitano) |
| 21 | Argentina (bandiera)  | D     | Leonel Vangioni               |
| 23 | Argentina (bandiera)  | C     | José Sosa                     |
| 29 | Italia (bandiera)     | D     | Gabriel Paletta               |
| 30 | Colombia (bandiera)   | D     | Jherson Vergara               |
| 30 | Italia (bandiera)     | P     | Marco Storari                 |
| 31 | Italia (bandiera)     | D     | Luca Antonelli                |
| 33 | Slovacchia (bandiera) | C     | Juraj Kucka                   |
| 35 | Italia (bandiera)     | P     | Alessandro Plizzari           |
| 63 | Italia (bandiera)     | A     | Patrick Cutrone               |
| 70 | Colombia (bandiera)   | A     | Carlos Bacca                  |
| 73 | Italia (bandiera)     | C     | Manuel Locatelli              |
| 80 | Croazia (bandiera)    | C     | Mario Pašalić                 |
| 91 | Italia (bandiera)     | C     | Andrea Bertolacci             |
| 96 | Italia (bandiera)     | D     | Davide Calabria               |
| 99 | Italia (bandiera)     | P     | Gianluigi Donnarumma          |

## Calciomercato

### Sessione estiva(dal 1º/7 al 31/8)
| Acquisti         | Acquisti           | Acquisti        | Acquisti                                         |
| R.               | Nome               | da              | Modalità                                         |
| ---------------- | ------------------ | --------------- | ------------------------------------------------ |
| P                | Gabriel            | Napoli          | fine prestito                                    |
| D                | Gustavo Gómez      | Lanús           | definitivo (8,5 milioni €)                       |
| D                | Gabriel Paletta    | Atalanta        | fine prestito                                    |
| D                | Leonel Vangioni    |                 | svincolato                                       |
| C                | Matías Fernández   | Fiorentina      | prestito (0,8 milioni €) con diritto di riscatto |
| C                | Mario Pašalić      | Chelsea         | prestito (1 milione €)                           |
| C                | José Ernesto Sosa  | Beşiktaş        | definitivo (7,5 milioni €)                       |
| C                | Suso               | Genoa           | fine prestito                                    |
| A                | Gianluca Lapadula  | Pescara         | definitivo (9 milioni €)                         |
| Altre operazioni |                    |                 |                                                  |
| R.               | Nome               | da              | Modalità                                         |
| P                | Michael Agazzi     | Middlesbrough   | fine prestito                                    |
| D                | Jherson Vergara    | Livorno         | fine prestito                                    |
| C                | Favour Aniekan     | Krka            | fine prestito                                    |
| C                | Juan Mauri         | Akragas         | fine prestito                                    |
| C                | Andrej Modić       | Vicenza         | fine prestito                                    |
| C                | Matteo Pessina     | Catania         | fine prestito                                    |
| A                | Giacomo Beretta    | Pro Vercelli    | fine prestito                                    |
| A                | Matteo Chinellato  | Cuneo           | fine prestito                                    |
| A                | Gianmario Comi     | Livorno         | fine prestito                                    |
| A                | Davide Di Molfetta | Rimini          | fine prestito                                    |
| A                | Hachim Mastour     | Malaga          | risoluzione prestito                             |
| A                | Alessandro Matri   | Lazio           | fine prestito                                    |
| A                | Fernando Torres    | Atlético Madrid | fine prestito                                    |
| A                | Simone Verdi       | Carpi           | fine prestito                                    |

| Cessioni         | Cessioni               | Cessioni       | Cessioni                                           |
| R.               | Nome                   | a              | Modalità                                           |
| ---------------- | ---------------------- | -------------- | -------------------------------------------------- |
| P                | Christian Abbiati      |                | fine carriera                                      |
| P                | Diego López            | Espanyol       | prestito                                           |
| D                | Alex                   |                | fine contratto                                     |
| D                | Philippe Mexès         |                | fine contratto                                     |
| D                | Stefan Simič           | R.E. Mouscron  | prestito con diritto di riscatto                   |
| C                | Kevin-Prince Boateng   |                | fine contratto                                     |
| C                | José Mauri             | Empoli         | prestito                                           |
| A                | Mario Balotelli        | Liverpool      | fine prestito                                      |
| A                | Jérémy Ménez           | Bordeaux       | definitivo (0 €)                                   |
| Altre operazioni |                        |                |                                                    |
| R.               | Nome                   | a              | Modalità                                           |
| P                | Michael Agazzi         | Cesena         | definitivo                                         |
| D                | Gian Filippo Felicioli | Ascoli         | prestito con diritto di riscatto e contro-riscatto |
| D                | Jherson Vergara        | Arsenal Tula   | prestito                                           |
| C                | Sebastián Gamarra      | Feralpisalò    | definitivo                                         |
| C                | Alessandro Mastalli    | Juve Stabia    | definitivo                                         |
| C                | Juan Mauri             | Paganese       | prestito                                           |
| C                | Andrej Modić           | Brescia        | prestito                                           |
| C                | Matteo Pessina         | Como           | prestito                                           |
| A                | Giacomo Beretta        | Virtus Entella | prestito                                           |
| A                | Matteo Chinellato      | Como           | definitivo                                         |
| A                | Gianmario Comi         | Carpi          | definitivo                                         |
| A                | Davide Di Molfetta     | Prato          | prestito                                           |
| A                | Stephan El Shaarawy    | Roma           | riscatto cartellino (13 milioni €)                 |
| A                | Hachim Mastour         | PEC Zwolle     | prestito                                           |
| A                | Alessandro Matri       | Sassuolo       | definitivo (0 €)                                   |
| A                | Fernando Torres        |                | fine contratto                                     |
| A                | Simone Verdi           | Bologna        | definitivo (1,5 milioni €)                         |
| A                | Gianmarco Zigoni       | SPAL           | rinnovo prestito                                   |

### Sessione invernale(dal 3/1 al 31/1)
| Acquisti         | Acquisti        | Acquisti | Acquisti                         |
| R.               | Nome            | da       | Modalità                         |
| ---------------- | --------------- | -------- | -------------------------------- |
| P                | Marco Storari   | Cagliari | definitivo                       |
| A                | Gerard Deulofeu | Everton  | prestito                         |
| C                | Lucas Ocampos   | Genoa    | prestito con diritto di riscatto |
| Altre operazioni |                 |          |                                  |
| R.               | Nome            | da       | Modalità                         |

| Cessioni         | Cessioni     | Cessioni      | Cessioni                         |
| R.               | Nome         | a             | Modalità                         |
| ---------------- | ------------ | ------------- | -------------------------------- |
| P                | Gabriel      | Cagliari      | prestito                         |
| A                | Luiz Adriano | Spartak Mosca | definitivo                       |
| A                | M'Baye Niang | Watford       | prestito con diritto di riscatto |
| D                | Rodrigo Ely  | Alavés        | prestito                         |
| Altre operazioni |              |               |                                  |
| R.               | Nome         | a             | Modalità                         |
| A                | Luca Vido    | Cittadella    | prestito                         |

## Risultati

### Serie A

#### Girone di andata
| Arbitro: | Damato (Barletta) |

|                            |           |                           |
| Bacca 38’, 50’, 62’ (rig.) | Marcatori | 48’ Belotti 90+1’ Baselli |

| Arbitro: | Valeri (Roma 2) |

|                                    |           |                    |
| Milik 18’, 33’ Callejón 74’, 90+4’ | Marcatori | 51’ Niang 55’ Suso |

| Arbitro: | Calvarese (Teramo) |

|  |           |            |
|  | Marcatori | 88’ Perica |

| Arbitro: | Irrati (Pistoia) |

|  |           |           |
|  | Marcatori | 85’ Bacca |

| Arbitro: | Massa (Imperia) |

|                            |           |  |
| Bacca 37’ Niang 74’ (rig.) | Marcatori |  |

| Firenze 25 settembre 2016, ore 20:45 CEST 6ª giornata | Fiorentina     | 0 – 0 referto | Milan | Stadio Artemio Franchi (29 786 spett.)\| Arbitro: \| Orsato (Schio) \| |
| Arbitro:                                              | Orsato (Schio) |               |       |                                                                        |

| Arbitro: | Guida (Torre Annunziata) |

|                                                           |           |                                        |
| Bonaventura 9’ Bacca 69’ (rig.) Locatelli 73’ Paletta 77’ | Marcatori | 10’ Politano 54’ Acerbi 56’ Pellegrini |

| Arbitro: | Rocchi (Firenze) |

|           |           |                                           |
| Birsa 76’ | Marcatori | 45’ Kucka 46’ Niang 90+4’ (aut.) Dainelli |

| Arbitro: | Rizzoli (Bologna) |

|               |           |  |
| Locatelli 65’ | Marcatori |  |

| Arbitro: | Banti (Livorno) |

|                                             |           |  |
| Ninković 11’ Kucka 80’ (aut.) Pavoletti 86’ | Marcatori |  |

| Arbitro: | Doveri (Roma 1) |

|                 |           |  |
| Bonaventura 49’ | Marcatori |  |

| Arbitro: | Mazzoleni (Bergamo) |

|                 |           |                       |
| Nestorovski 71’ | Marcatori | 15’ Suso 82’ Lapadula |

| Arbitro: | Tagliavento (Terni) |

|               |           |                            |
| Suso 42’, 58’ | Marcatori | 53’ Candreva 90+2’ Perisic |

| Arbitro: | Calvarese (Teramo) |

|              |           |                                             |
| Saponara 17’ | Marcatori | 15’, 77’ Lapadula 61’ Suso 64’ (aut.) Costa |

| Arbitro: | Di Bello (Brindisi) |

|                          |           |                |
| Pašalić 41’ Lapadula 86’ | Marcatori | 26’ Falcinelli |

| Arbitro: | Mazzoleni (Bergamo) |

|                |           |  |
| Nainggolan 62’ | Marcatori |  |

| Milano 17 dicembre 2016, ore 18:00 CET 17ª giornata | Milan           | 0 – 0 referto | Atalanta | Stadio Giuseppe Meazza (35 584 spett.)\| Arbitro: \| Massa (Imperia) \| |
| Arbitro:                                            | Massa (Imperia) |               |          |                                                                         |

| Arbitro: | Doveri (Roma 1) |

|  |           |             |
|  | Marcatori | 89’ Pašalić |

| Arbitro: | Giacomelli (Trieste) |

|           |           |  |
| Bacca 88’ | Marcatori |  |

#### Girone di ritorno
| Arbitro: | Tagliavento (Terni) |

|                         |           |                                 |
| Belotti 21’ Benassi 26’ | Marcatori | 55’ Bertolacci 60’ (rig.) Bacca |

| Arbitro: | Rocchi (Firenze) |

|           |           |                        |
| Kucka 37’ | Marcatori | 6’ Insigne 9’ Callejon |

| Arbitro: | Banti (Livorno) |

|                         |           |                |
| Thereau 31’ de Paul 73’ | Marcatori | 8’ Bonaventura |

| Arbitro: | Guida (Torre Annunziata) |

|  |           |                   |
|  | Marcatori | 70’ (rig.) Muriel |

| Arbitro: | Damato (Barletta) |

|                     |           |          |
| Biglia 45+1’ (rig.) | Marcatori | 85’ Suso |

| Arbitro: | Valeri (Roma 2) |

|                        |           |             |
| Kucka 16’ Deulofeu 31’ | Marcatori | 20’ Kalinić |

| Arbitro: | Calvarese (Teramo) |

|  |           |                  |
|  | Marcatori | 22’ (rig.) Bacca |

| Arbitro: | Maresca (Napoli) |

|                                    |           |                      |
| Bacca 24’, 70’ Lapadula 82’ (rig.) | Marcatori | 42’ (rig.) de Guzmán |

| Arbitro: | Massa (Imperia) |

|                                 |           |           |
| Benatia 30’ Dybala 90+7’ (rig.) | Marcatori | 43’ Bacca |

| Arbitro: | Russo (Nola) |

|               |           |  |
| Fernández 33’ | Marcatori |  |

| Arbitro: | Mazzoleni (Bergamo) |

|                    |           |             |
| Paletta 12’ (aut.) | Marcatori | 41’ Pašalić |

| Arbitro: | Di Bello (Brindisi) |

|                                            |           |  |
| Suso 6’ Pašalić 19’ Bacca 37’ Deulofeu 70’ | Marcatori |  |

| Arbitro: | Orsato (Schio) |

|                         |           |                               |
| Candreva 36’ Icardi 44’ | Marcatori | 83’ Romagnoli 90+7’ C. Zapata |

| Arbitro: | Gavillucci (Latina) |

|              |           |                           |
| Lapadula 72’ | Marcatori | 40’ Mch'edlidze 67’ Thiam |

| Arbitro: | Banti (Livorno) |

|           |           |             |
| Trotta 8’ | Marcatori | 50’ Paletta |

| Arbitro: | Rizzoli (Bologna) |

|             |           |                                                   |
| Pašalić 75’ | Marcatori | 7’, 27’ Džeko 77’ El Shaarawy 86’ (rig.) De Rossi |

| Arbitro: | Rocchi (Firenze) |

|           |           |              |
| Conti 44’ | Marcatori | 87’ Deulofeu |

| Arbitro: | Giacomelli (Trieste) |

|                                       |           |  |
| Deulofeu 69’ Honda 73’ Lapadula 90+1’ | Marcatori |  |

| Arbitro: | Abisso (Palermo) |

|                               |           |                     |
| João Pedro 17’ Pisacane 90+3’ | Marcatori | 72’ (rig.) Lapadula |

### Coppa Italia

#### Fase finale
| Arbitro: | Russo (Nola) |

|                           |           |             |
| Kucka 61’ Bonaventura 64’ | Marcatori | 27’ Belotti |

| Arbitro: | Irrati (Pistoia) |

|                       |           |           |
| Dybala 10’ Pjanic 21’ | Marcatori | 53’ Bacca |

### Supercoppa italiana
| Arbitro: | Damato (Barletta) |

|                                            |                      |                                         |
| Chiellini 18’                              | Marcatori            | 38’ Bonaventura                         |
| Marchisio Mandžukić Higuaín Khedira Dybala | Tiri di rigore 3 – 4 | Lapadula Bonaventura Kucka Suso Pašalić |

## Statistiche

### Statistiche di squadra
| Competizione        | Punti | In casa | In casa | In casa | In casa | In casa | In casa | In trasferta | In trasferta | In trasferta | In trasferta | In trasferta | In trasferta | Totale | Totale | Totale | Totale | Totale | Totale | DR  |
| Competizione        | Punti | G       | V       | N       | P       | Gf      | Gs      | G            | V            | N            | P            | Gf           | Gs           | G      | V      | N      | P      | Gf     | Gs     | DR  |
| ------------------- | ----- | ------- | ------- | ------- | ------- | ------- | ------- | ------------ | ------------ | ------------ | ------------ | ------------ | ------------ | ------ | ------ | ------ | ------ | ------ | ------ | --- |
| Serie A             | 63    | 19      | 12      | 2       | 5       | 32      | 20      | 19           | 6            | 7            | 6            | 25           | 25           | 38     | 18     | 9      | 11     | 57     | 45     | +12 |
| Coppa Italia        | -     | 1       | 1       | 0       | 0       | 2       | 1       | 1            | 0            | 0            | 1            | 1            | 2            | 2      | 1      | 0      | 1      | 3      | 3      | 0   |
| Supercoppa italiana | -     | -       | -       | -       | -       | -       | -       | -            | -            | -            | -            | -            | -            | 1      | 0      | 1      | 0      | 1      | 1      | 0   |
| Totale              | -     | 20      | 13      | 2       | 5       | 34      | 21      | 20           | 6            | 7            | 7            | 26           | 27           | 41     | 19     | 10     | 12     | 61     | 49     | +12 |

### Andamento in campionato
| Giornata  | 1 | 2  | 3  | 4  | 5 | 6 | 7 | 8 | 9 | 10 | 11 | 12 | 13 | 14 | 15 | 16 | 17 | 18 | 19 | 20 | 21 | 22 | 23 | 24 | 25 | 26 | 27 | 28 | 29 | 30 | 31 | 32 | 33 | 34 | 35 | 36 | 37 | 38 |
| --------- | - | -- | -- | -- | - | - | - | - | - | -- | -- | -- | -- | -- | -- | -- | -- | -- | -- | -- | -- | -- | -- | -- | -- | -- | -- | -- | -- | -- | -- | -- | -- | -- | -- | -- | -- | -- |
| Luogo     | C | T  | C  | T  | C | T | C | T | C | T  | C  | T  | C  | T  | C  | T  | C  | T  | C  | T  | C  | T  | C  | T  | C  | T  | C  | T  | C  | T  | C  | T  | C  | T  | C  | T  | C  | T  |
| Risultato | V | P  | P  | V  | V | N | V | V | V | P  | V  | V  | N  | V  | V  | P  | N  | V  | V  | N  | P  | P  | P  | N  | V  | V  | V  | P  | V  | N  | V  | N  | P  | N  | P  | N  | V  | P  |
| Posizione | 7 | 11 | 15 | 10 | 6 | 6 | 6 | 3 | 3 | 4  | 3  | 3  | 3  | 3  | 3  | 3  | 5  | 3  | 3  | 5  | 7  | 7  | 7  | 7  | 7  | 7  | 7  | 7  | 7  | 7  | 6  | 6  | 6  | 6  | 6  | 6  | 6  | 6  |

Fonte:  Serie A – Classifiche, su sport.sky.it, Sky Sport. URL consultato il 22 luglio 2016 (archiviato dall'url originale l'11 settembre 2014).
Legenda:

Luogo: C = Casa; T = Trasferta. Risultato: V = Vittoria; N = Pareggio; P = Sconfitta.

### Statistiche dei giocatori
Sono in corsivo i calciatori che hanno lasciato la società a stagione in corso.
| Giocatore      | Serie A  | Serie A | Serie A     | Serie A    | Coppa Italia | Coppa Italia | Coppa Italia | Coppa Italia | Supercoppa italiana | Supercoppa italiana | Supercoppa italiana | Supercoppa italiana | Totale   | Totale | Totale      | Totale     |
| Giocatore      | Presenze | Reti    | Ammonizioni | Espulsioni | Presenze     | Reti         | Ammonizioni  | Espulsioni   | Presenze            | Reti                | Ammonizioni         | Espulsioni          | Presenze | Reti   | Ammonizioni | Espulsioni |
| -------------- | -------- | ------- | ----------- | ---------- | ------------ | ------------ | ------------ | ------------ | ------------------- | ------------------- | ------------------- | ------------------- | -------- | ------ | ----------- | ---------- |
| I. Abate       | 23       | 0       | 2           | 0          | 2            | 0            | 1            | 0            | 1                   | 0                   | 0                   | 0                   | 26       | 0      | 3           | 0          |
| L. Adriano     | 7        | 0       | 0           | 0          | 0            | 0            | 0            | 0            | 0                   | 0                   | 0                   | 0                   | 7        | 0      | 0           | 0          |
| L. Antonelli   | 7        | 0       | 1           | 0          | 1            | 0            | 1            | 0            | 1                   | 0                   | 0                   | 0                   | 9        | 0      | 2           | 0          |
| C. Bacca       | 32       | 13      | 3           | 0          | 1            | 1            | 0            | 0            | 1                   | 0                   | 0                   | 0                   | 34       | 14     | 3           | 0          |
| A. Bertolacci  | 15       | 1       | 3           | 0          | 2            | 0            | 0            | 0            | 1                   | 0                   | 0                   | 0                   | 18       | 1      | 3           | 0          |
| G. Bonaventura | 19       | 3       | 3           | 0          | 2            | 1            | 0            | 0            | 1                   | 1                   | 0                   | 0                   | 22       | 5      | 3           | 0          |
| D. Calabria    | 12       | 0       | 3           | 0          | 1            | 0            | 0            | 0            | 1                   | 0                   | 0                   | 0                   | 14       | 0      | 3           | 0          |
| P. Cutrone     | 1        | 0       | 1           | 0          | 0            | 0            | 0            | 0            | 0                   | 0                   | 0                   | 0                   | 1        | 0      | 1           | 0          |
| G. Deulofeu    | 17       | 4       | 4           | 0          | 1            | 0            | 0            | 0            | -                   | -                   | -                   | -                   | 18       | 4      | 4           | 0          |
| M. De Sciglio  | 25       | 0       | 4           | 0          | 1            | 0            | 0            | 0            | 1                   | 0                   | 1                   | 0                   | 27       | 0      | 5           | 0          |
| G. Donnarumma  | 38       | -45     | 2           | 0          | 2            | -3           | 0            | 0            | 1                   | -1                  | 0                   | 0                   | 41       | -49    | 2           | 0          |
| R. Ely         | 0        | 0       | 0           | 0          | 0            | 0            | 0            | 0            | 0                   | 0                   | 0                   | 0                   | 0        | 0      | 0           | 0          |
| M. Fernández   | 13       | 1       | 1           | 0          | 0            | 0            | 0            | 0            | 0                   | 0                   | 0                   | 0                   | 13       | 1      | 1           | 0          |
| Gabriel        | 0        | -0      | 0           | 0          | 0            | -0           | 0            | 0            | 0                   | -0                  | 0                   | 0                   | 0        | -0     | 0           | 0          |
| G. Gómez       | 18       | 0       | 4           | 0          | 1            | 0            | 0            | 0            | 0                   | 0                   | 0                   | 0                   | 19       | 0      | 4           | 0          |
| K. Honda       | 8        | 1       | 0           | 0          | 1            | 0            | 0            | 0            | 0                   | 0                   | 0                   | 0                   | 9        | 1      | 0           | 0          |
| J. Kucka       | 30       | 3       | 8           | 3          | 2            | 1            | 1            | 0            | 1                   | 0                   | 1                   | 0                   | 33       | 4      | 10          | 3          |
| G. Lapadula    | 27       | 8       | 3           | 0          | 1            | 0            | 1            | 0            | 1                   | 0                   | 0                   | 0                   | 29       | 8      | 4           | 0          |
| M. Locatelli   | 25       | 2       | 7           | 0          | 2            | 0            | 0            | 1            | 1                   | 0                   | 0                   | 0                   | 28       | 2      | 7           | 1          |
| D. López       | 0        | -0      | 0           | 0          | -            | -            | -            | -            | -                   | -                   | -                   | -                   | 0        | -0     | 0           | 0          |
| J. Mauri       | 0        | 0       | 0           | 0          | -            | -            | -            | -            | -                   | -                   | -                   | -                   | 0        | 0      | 0           | 0          |
| R. Montolivo   | 9        | 0       | 2           | 0          | 0            | 0            | 0            | 0            | 0                   | 0                   | 0                   | 0                   | 9        | 0      | 2           | 0          |
| M. Niang       | 18       | 3       | 0           | 1          | 0            | 0            | 0            | 0            | 0                   | 0                   | 0                   | 0                   | 18       | 3      | 0           | 1          |
| L. Ocampos     | 12       | 0       | 3           | 0          | 0            | 0            | 0            | 0            | -                   | -                   | -                   | -                   | 12       | 0      | 3           | 0          |
| G. Paletta     | 30       | 2       | 3           | 5          | 1            | 0            | 0            | 0            | 1                   | 0                   | 0                   | 0                   | 32       | 2      | 3           | 5          |
| M. Pašalić     | 24       | 5       | 5           | 0          | 2            | 0            | 0            | 0            | 1                   | 0                   | 0                   | 0                   | 27       | 5      | 5           | 0          |
| A. Plizzari    | 0        | -0      | 0           | 0          | 0            | -0           | 0            | 0            | 0                   | -0                  | 0                   | 0                   | 0        | -0     | 0           | 0          |
| A. Poli        | 13       | 0       | 1           | 0          | 0            | 0            | 0            | 0            | 0                   | 0                   | 0                   | 0                   | 13       | 0      | 1           | 0          |
| A. Romagnoli   | 27       | 1       | 4           | 1          | 1            | 0            | 0            | 0            | 1                   | 0                   | 1                   | 0                   | 29       | 1      | 5           | 1          |
| J. Sosa        | 18       | 0       | 5           | 2          | 1            | 0            | 0            | 0            | 0                   | 0                   | 0                   | 0                   | 19       | 0      | 5           | 2          |
| M. Storari     | 0        | -0      | 0           | 0          | 0            | -0           | 0            | 0            | 0                   | -0                  | 0                   | 0                   | 0        | -0     | 0           | 0          |
| Suso           | 34       | 7       | 5           | 0          | 2            | 0            | 0            | 0            | 1                   | 0                   | 0                   | 0                   | 37       | 7      | 5           | 0          |
| L. Vangioni    | 15       | 0       | 4           | 0          | 0            | 0            | 0            | 0            | 1                   | 0                   | 0                   | 0                   | 16       | 0      | 4           | 0          |
| J. Vergara     | 0        | 0       | 0           | 0          | -            | -            | -            | -            | -                   | -                   | -                   | -                   | 0        | 0      | 0           | 0          |
| C. Zapata      | 15       | 1       | 0           | 0          | 1            | 0            | 1            | 0            | 0                   | 0                   | 0                   | 0                   | 16       | 1      | 1           | 0          |

## Giovanili

### Organigramma
- Responsabile tecnico: Filippo Galli
- Responsabile coordinamento operativo: Antonella Costa
- Coordinatore area atletica: Domenico Gualtieri; collaboratori: Emanuele Rossi, Matteo Moranda, Valentina Cesaroni, Micol Purrotti[86]
- Coordinatore medici: Alberto Calicchio[86]
- Coordinatore fisioterapisti: Cristiano Parolini[86]
- Staff area video: Damiano Batisti, Davide Farina, Marco Gabrielli, Bruno Loureiro, Marco Sangermani[86]

Area organizzativa, tecnica e sanitaria – Primavera
- Dirigenti accompagnatori: Massimo Caboni, Andrea Brambilla, Giorgio Gaglio
- Tutor: Patrizio Pintus
- Allenatore: Stefano Nava
- Vice allenatori: Simone Baldo, Emanuele Pischetola
- Allenatori dei portieri: Giorgio Bianchi, Luigi Ragno
- Preparatori atletici: Andrea Caronti, Dino Tenderini
- Medici: Cristiano Fusi, Alberto Calicchio, Marco Ferrario
- Fisioterapisti: Daniele Falsanisi, Andrea Marotta

Area organizzativa, tecnica e sanitaria – Allievi Nazionali U17
- Dirigenti accompagnatori: Flavio Lombardi, Giuseppe Viganò, Sergio Negri
- Tutor: Andrea Pecciarini
- Allenatore: Riccardo Monguzzi
- Vice allenatore: Riccardo Galbiati
- Allenatore dei portieri: Marco Ambrosio
- Preparatore atletico: Erminio Licini
- Medici: Giovanni Ravasio, Alberto Calicchio, Gabriele Thiebat
- Fisioterapista: Roberto Guzzo

Area organizzativa, tecnica e sanitaria – Allievi Nazionali U16
- Dirigenti accompagnatori: Savino Toto, Mauro Zardi, Fiorenzo Fagioli
- Tutor: Silvia Pasolini
- Allenatore: Alessandro Lupi
- Vice allenatore: Lodovico Costacurta
- Allenatore dei portieri: Davide Pinato
- Preparatore atletico: Maurizio Buriani
- Medico: Marco Ferrario
- Fisioterapista: Paolo Cerati

Area organizzativa, tecnica e sanitaria – Giovanissimi Nazionali U15
- Dirigenti accompagnatori: Cesare Lapenna, Dario Cominelli
- Tutor: Silvia Pasolini
- Allenatore: Giuseppe Misso
- Vice allenatore: Nicola Matteucci
- Allenatore dei portieri: Marco Cristi
- Preparatore atletico: Alessandro Micheli
- Medico: Vincenzo De Negris
- Fisioterapista: Roberto Boerci

Area organizzativa, tecnica e sanitaria – Giovanissimi Regionali 2003
- Dirigenti accompagnatori: Vincenzo Ricupero, Salvatore Baracca
- Tutor: Marta Corbetta
- Allenatore: Luca Morin
- Vice allenatore: Stefano Todeschini
- Allenatore dei portieri: Luigi Romano
- Preparatore atletico: Erminio Licini
- Fisioterapista: Sebastiano Genovese

Area organizzativa, tecnica e sanitaria – Giovanissimi Regionali B 2004
- Dirigenti accompagnatori: Stefano Malacrida, Franco Gravina
- Tutor: Marta Corbetta
- Allenatore: Roberto Bertuzzo
- Vice allenatore: Marco Merlo
- Allenatore dei portieri: Luigi Romano
- Preparatore atletico: Maurizio Buriani
- Fisioterapista: Massimiliano Nazzani

Area organizzativa, tecnica e sanitaria – Esordienti 2005
- Dirigenti accompagnatori: Alessio Vavassori, Daniele Piero Rocca, Salvatore Oliverio
- Tutor: Antonello Bolis
- Allenatore: Marino Frigerio
- Vice allenatore: Giuseppe Vuono
- Allenatore dei portieri: Luigi Romano
- Preparatore atletico: Giorgio Spadola
- Fisioterapista: Davide Cornalba

Area organizzativa, tecnica e sanitaria – Esordienti 2006
- Dirigenti accompagnatori: Ivano Dossena, Franco Fornasier
- Tutor: Antonello Bolis
- Allenatore: Stefano Pasquinelli
- Vice allenatore: Massimiliano Sorgato
- Allenatore dei portieri: Beniamino Abate
- Preparatore atletico: Giorgio Spadola
- Fisioterapista: Stefano Boerci

Area organizzativa, tecnica e sanitaria – Pulcini 2007
- Dirigenti accompagnatori: Giancarlo Casagrande, Mario Miranda
- Tutor: Antonello Bolis
- Allenatore: Ivano Brogni
- Vice allenatore: Walter Biffi
- Allenatore dei portieri: Beniamino Abate
- Preparatore atletico: Giorgio Spadola
- Fisioterapista: Massimo Marchesini

Area organizzativa, tecnica e sanitaria – Pulcini 2008
- Dirigente accompagnatore: Giampietro Pantano
- Tutor: Antonello Bolis
- Allenatore: Giancarlo Volontieri
- Vice allenatore: Fabio Grassi
- Allenatore dei portieri: Francesco Navazzotti
- Preparatore atletico: Giorgio Spadola
- Fisioterapista: Andrea Giannini

Area organizzativa, tecnica e sanitaria – Pulcini 2009/2010
- Dirigente accompagnatore: Ezio Colombo
- Tutor: Antonello Bolis
- Allenatore: Andrea Biffi
- Vice allenatore: Roberto Trapani
- Allenatore dei portieri: Francesco Navazzotti
- Preparatore atletico: Giorgio Spadola
- Fisioterapisti: Mattia Guzzo, Davide Tripodina

Area organizzativa, tecnica e sanitaria – Esordienti 2004 Femminile
- Dirigenti accompagnatori: Luana Finelli, Giulia Sala
- Tutor: Antonello Bolis
- Allenatore: Roberta Antignozzi
- Vice allenatore: Gaia Missaglia
- Allenatore dei portieri: A rotazione
- Preparatore atletico: Alessandro Micheli
- Fisioterapisti: Tecla Galimberti, Greta Fumagalli

Area organizzativa, tecnica e sanitaria – Esordienti 2005/2006 Femminile
- Dirigenti accompagnatori: Daniela Colombo, Valentina Barbone
- Tutor: Antonello Bolis
- Allenatore: Laura Sironi
- Vice allenatore: Silvia Piccini
- Allenatore dei portieri: A rotazione
- Preparatore atletico: Alessandro Micheli
- Fisioterapisti: Tecla Galimberti, Greta Fumagalli

Area organizzativa, tecnica e sanitaria – Pulcini 2007/2008 Femminile
- Dirigenti accompagnatori: Giorgia Pantano, Luana Finelli
- Tutor: Antonello Bolis
- Allenatore: Ilenia Prati
- Allenatore dei portieri: A rotazione
- Preparatore atletico: Alessandro Micheli
- Fisioterapisti: Tecla Galimberti, Greta Fumagalli